# Feliks Rudomski

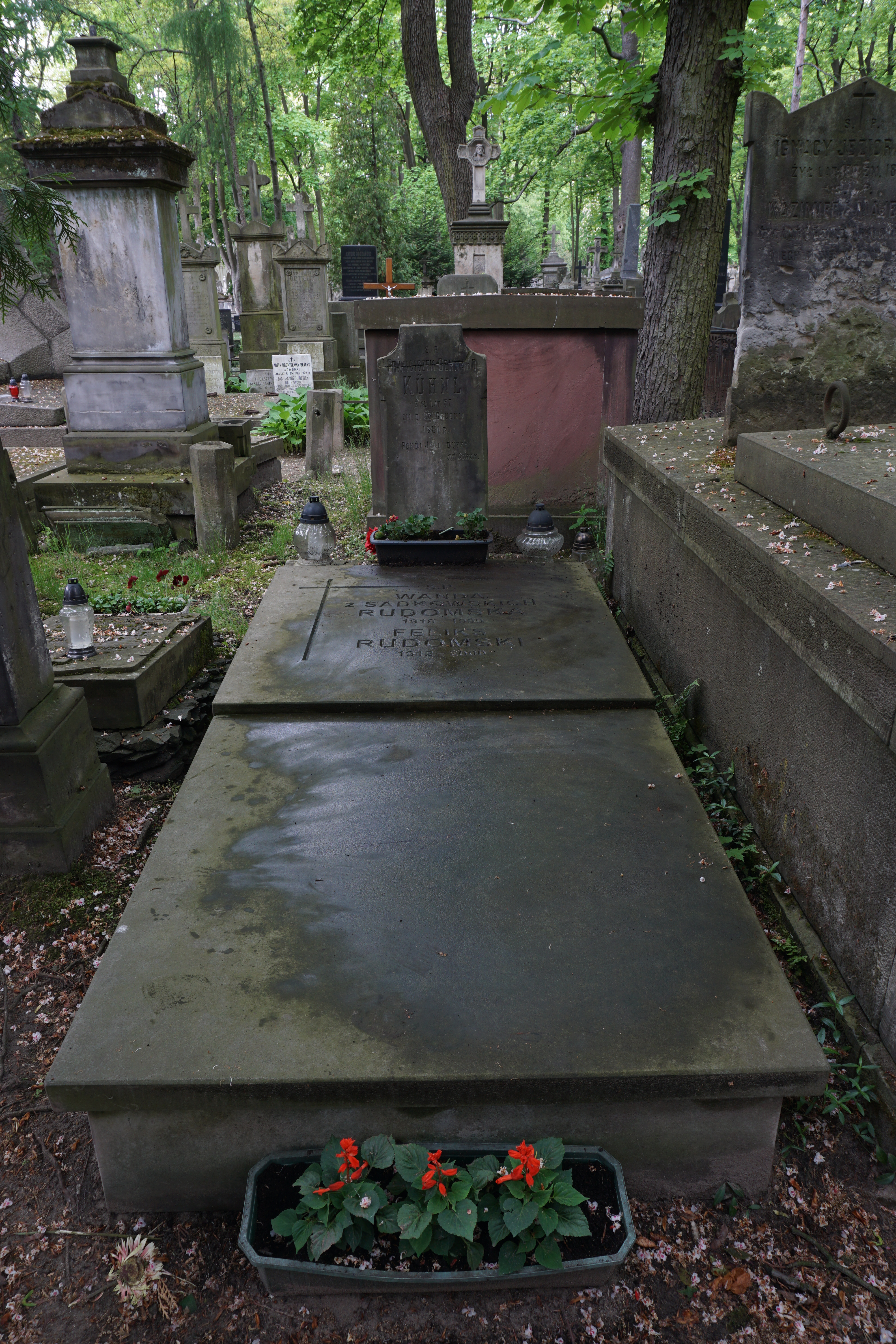
Grób Feliksa Rudomskiego na cmentarzu Powązkowskim

Feliks Rudomski, ps. „Rud” (ur. 17 maja 1912 w Płocku, zm. 10 lipca 2000 w Warszawie) – polski śpiewak operowy (bas) i pedagog.

## Życiorys
Urodził się 17 maja 1912 w Płocku jako syn Leona.

## Kariera po II wojnie światowej
19 listopada 1944 i 26 listopada 1944 wystąpił obok innych wykonawców jako wokalista w dwóch konspiracyjnych porankach muzycznych, zorganizowanych w mieszkaniu Tadeusza Paciorkiewicza w Ursusie-Czechowicach, gm. Skorosze. Wykonał on wówczas pieśń Paciorkiewicza na baryton z fortepianem pt. Ostatnia wieczerza z akompaniamentem kompozytora.
W roku 1945 prowadził klasę śpiewu solowego i uczył zasad muzyki w Ludowym Instytucie Muzyki w Płocku, który założyli wraz z Tadeuszem Paciorkiewiczem w marcu 1945.
W latach 1948–1962 był solistą w Państwowej Operze w Warszawie, potem w Państwowym Zespole Ludowym Pieśni i Tańca „Mazowsze”, natomiast od 1959 w Państwowej Wyższej Szkole Muzycznej w Warszawie.
Od roku 1962 pracował jako pedagog i wokalista w Teatrze Wielkim, w latach 1962–1982 starszy wykładowca w Wyższej Szkole Teatralnej w Warszawie. W latach 1973–1977 prowadził klasę śpiewu solowego w Państwowej Szkole Muzycznej II stopnia im. Józefa Elsnera w Warszawie.
19 stycznia 1955 na wniosek Ministra Kultury i Sztuki został odznaczony Medalem 10-lecia Polski Ludowej. 15 lipca 1997 na wniosek Wojewody Warszawskiego został odznaczony (wraz z żoną Wandą) Medalem za Długoletnie Pożycie Małżeńskie.
Był mężem Wandy z Sadkowskich (1918–1999).
Zmarł w Warszawie, spoczął obok żony na cmentarzu Powązkowskim (kwatera 12-1-17).

## Główne role operowe
Źródło: portal e-teatr.pl
Wszystkie role w Operze Warszawskiej:
- Wesele Figara Mozarta (1949) – Antonio
- Straszny Dwór Moniuszki (1949) – Skołuba[8]
- Eugeniusz Oniegin Czajkowskiego (1950) – Zarecki
- Cyganeria Pucciniego (1950) – Alcindor
- Halka Moniuszki (1953) – Dziemba
- Czterech gburów Wolfa-Farrariego (1954) – Maurizio
- Jolanta Czajkowskiego (1955) – Bertran
- Dama pikowa Czajkowskiego (1955) – Narumow
- Lohengrin Wagnera (1956) – Rycerz brabancki
- Faust Gounoda (1956) – Brander
- Madame Butterfly Pucciniego (1957) – Wuj Bonzo
- Aida Verdiego (1958) – Król
- Borys Godunow Musorgskiego (1960) – Bojar
- Salome Richarda Straussa (1961) – Izraelita V[9]